# Réveil olfactif
Le réveil olfactif est un appareil permettant de réveiller ses usagers grâce à la diffusion d'un parfum ou d'une odeur particulière. 

## Principe
Le réveil olfactif suit le même principe qu'un réveil ordinaire : réveiller au moyen d'un stimulus extérieur, un parfum ou une odeur, qui agit en l'occurrence sur le sens olfactif, auquel l'humain réagit même dans une phase de sommeil. Ce principe est aussi à la base des travaux de chercheurs de l'Université de médecine de Shiga au Japon sur la densité idéale de wasabi nécessaire pour réveiller un être humain en cas d'incendie (ou quelle que soit l'urgence), en vue de réaliser un avertisseur à base de wasabi pour les personnes atteintes de surdité.

## Historique
En 2011, les chercheurs de Shiga ont été récompensés par le prix Ig Nobel de chimie pour leurs travaux sur l'alarme à base de wasabi.
En 2014, Guillaume Rolland met au point un prototype de réveil olfactif, permettant de réveiller ses usagers à une heure programmée,. Il le soumet au magazine Science et Vie Junior afin de participer à Innovez, le concours des jeunes inventeurs. En 2014, il est l'un des 15 projets innovants sélectionnés par Google au Google Science Fair (en) et le premier Français,. En 2015, il participe au Concours Lépine national où son invention reçoit la médaille d'or du prix Léonard de Vinci. Il prend ensuite part au concours Lépine européen où il obtient une nouvelle fois la médaille d'or et, le prix européen d'innovation et le prix WIPO "Best Invention".
Fin 2017, la marque Cadum crée un modèle de réveil olfactif destiné aux nourrissons et aux tout jeunes enfants, qui diffuse le parfum Merveille de Miel de la marque.